# العلاقات المجرية الرومانية
العلاقات المجرية الرومانية هي العلاقات الثنائية التي تجمع بين المجر ورومانيا.

## مقارنة بين البلدين
هذه مقارنة عامة ومرجعية للدولتين:
| وجه المقارنة                                              | المجر                                                       | رومانيا                                                                               |
| --------------------------------------------------------- | ----------------------------------------------------------- | ------------------------------------------------------------------------------------- |
| المساحة (كم2)                                             | 93.04 ألف                                                   | 238.40 ألف                                                                            |
| عدد السكان (نسمة)                                         | 9.78 مليون                                                  | 19.59 مليون                                                                           |
| الكثافة السكانية (ن./كم²)                                 | 105.12                                                      | 82.17                                                                                 |
| العاصمة                                                   | بودابست                                                     | بوخارست                                                                               |
| اللغة الرسمية                                             | لغة مجرية                                                   | اللغة الرومانية                                                                       |
| العملة                                                    | فورنت مجري                                                  | ليو روماني                                                                            |
| الناتج المحلي الإجمالي (بليون دولار)                      | 139.14 مليار                                                | 211.80 مليار                                                                          |
| الناتج المحلي الإجمالي (تعادل القوة الشرائية) بليون دولار | 260.42 مليار                                                | 465.56 مليار                                                                          |
| الناتج المحلي الإجمالي الاسمي للفرد دولار أمريكي          | 12.36 ألف                                                   | 9.47 ألف                                                                              |
| الناتج المحلي الإجمالي للفرد دولار أمريكي                 | 25.07 ألف                                                   | 23.63 ألف                                                                             |
| مؤشر التنمية البشرية                                      | 0.828                                                       | 0.793                                                                                 |
| رمز المكالمات الدولي                                      | +36                                                         | +40                                                                                   |
| رمز الإنترنت                                              | .hu                                                         | .ro                                                                                   |
| المنطقة الزمنية                                           | ت ع م+01:00، ت ع م+02:00، أوروبا/بودابست ‏، توقيت وسط أوروبا | ت ع م+02:00، ت ع م+03:00، أوروبا/بوخارست ‏، توقيت شرق أوروبا، توقيت شرق أوروبا الصيفي ‏ |

## مدن متوأمة
في ما يلي قائمة باتفاقيات التوأمة بين مدن مجرية ورومانية:
- ترتبط Simontornya [الإنجليزية]‏ مع Miercurea Nirajului [الإنجليزية]‏ باتفاقية توأمة.
- ترتبط Bordány [الإنجليزية]‏ مع Deta, Romania [الإنجليزية]‏ باتفاقية توأمة.
- ترتبط Tab, Hungary [الإنجليزية]‏ مع Băile Tușnad [الإنجليزية]‏ باتفاقية توأمة.
- ترتبط Sarkad, Hungary [الإنجليزية]‏ مع Baraolt [الإنجليزية]‏ باتفاقية توأمة.
- ترتبط Szarvas [الإنجليزية]‏ مع Șimleu Silvaniei [الإنجليزية]‏ باتفاقية توأمة.
- ترتبط شوبرون مع مدياس [الإنجليزية]‏ باتفاقية توأمة منذ 1987.
- ترتبط Baktalórántháza [الإنجليزية]‏ مع Ciumani [الإنجليزية]‏ باتفاقية توأمة.
- ترتبط Gyöngyöspata [الإنجليزية]‏ مع Zetea  [لغات أخرى]‏ باتفاقية توأمة.
- ترتبط Szikszó [الإنجليزية]‏ مع Sovata [الإنجليزية]‏ باتفاقية توأمة.
- ترتبط كيكسكيميت مع تارغو موريش باتفاقية توأمة منذ 1991.
- ترتبط Csorvás [الإنجليزية]‏ مع وزون باتفاقية توأمة.
- ترتبط Kunszentmiklós [الإنجليزية]‏ مع Cristuru Secuiesc [الإنجليزية]‏ باتفاقية توأمة.
- ترتبط Pusztamérges [الإنجليزية]‏ مع Jimbolia [الإنجليزية]‏ باتفاقية توأمة.
- ترتبط Káloz [الإنجليزية]‏ مع Carastelec [الإنجليزية]‏ باتفاقية توأمة.
- ترتبط زالاجيرسيج مع تارغو موريش باتفاقية توأمة منذ 1990.
- ترتبط سيكشفهيرفار مع ألبا يوليا باتفاقية توأمة منذ 28 أكتوبر 1978.
- ترتبط Mátészalka [الإنجليزية]‏ مع Carei [الإنجليزية]‏ باتفاقية توأمة.
- ترتبط زومباثلي مع هونيدوارا باتفاقية توأمة منذ 1991.
- ترتبط Hajdúdorog [الإنجليزية]‏ مع Miercurea Nirajului [الإنجليزية]‏ باتفاقية توأمة.
- ترتبط فاك مع Odorheiu Secuiesc [الإنجليزية]‏ باتفاقية توأمة.
- ترتبط Pestszentlőrinc-Pestszentimre [الإنجليزية]‏ مع Băile Tușnad [الإنجليزية]‏ باتفاقية توأمة.
- ترتبط Kőröshegy [الإنجليزية]‏ مع Sovata [الإنجليزية]‏ باتفاقية توأمة.
- ترتبط Orosháza [الإنجليزية]‏ مع Carei [الإنجليزية]‏ باتفاقية توأمة.
- ترتبط بيكيسكسابا مع Odorheiu Secuiesc [الإنجليزية]‏ باتفاقية توأمة.
- ترتبط Zalalövő [الإنجليزية]‏ مع Chibed [الإنجليزية]‏ باتفاقية توأمة.
- ترتبط Somberek [الإنجليزية]‏ مع Siculeni  [لغات أخرى]‏ باتفاقية توأمة.
- ترتبط Mezőtúr [الإنجليزية]‏ مع فاليا كريشولوي باتفاقية توأمة.
- ترتبط Békés [الإنجليزية]‏ مع Gheorgheni [الإنجليزية]‏ باتفاقية توأمة.
- ترتبط Csömör [الإنجليزية]‏ مع ريميتيا باتفاقية توأمة.[20]
- ترتبط 16th district of Budapest [الإنجليزية]‏ مع Valea lui Mihai [الإنجليزية]‏ باتفاقية توأمة.
- ترتبط Budakeszi [الإنجليزية]‏ مع ميركورا تشيوك باتفاقية توأمة.
- ترتبط Kisújszállás [الإنجليزية]‏ مع Săcele [الإنجليزية]‏ باتفاقية توأمة.
- ترتبط Sümeg [الإنجليزية]‏ مع Sovata [الإنجليزية]‏ باتفاقية توأمة.
- ترتبط Ferencváros [الإنجليزية]‏ مع سفنتو جيورجي باتفاقية توأمة.
- ترتبط هدمزوفازارهلي مع Turda [الإنجليزية]‏ باتفاقية توأمة منذ 2001.
- ترتبط Pilisvörösvár [الإنجليزية]‏ مع Borsec [الإنجليزية]‏ باتفاقية توأمة.
- ترتبط Zugló [الإنجليزية]‏ مع ميركورا تشيوك باتفاقية توأمة منذ 2008.
- ترتبط ايغر مع Gheorgheni [الإنجليزية]‏ باتفاقية توأمة.
- ترتبط جاردوني مع فاليا كريشولوي  [لغات أخرى]‏ باتفاقية توأمة.
- ترتبط بيتش مع أراد باتفاقية توأمة.
- ترتبط Balassagyarmat [الإنجليزية]‏ مع ديج [الإنجليزية]‏ باتفاقية توأمة.
- ترتبط Dány [الإنجليزية]‏ مع Ciumani [الإنجليزية]‏ باتفاقية توأمة.
- ترتبط Örkény [الإنجليزية]‏ مع Miercurea Nirajului [الإنجليزية]‏ باتفاقية توأمة.
- ترتبط Maglód [الإنجليزية]‏ مع Lueta  [لغات أخرى]‏ باتفاقية توأمة.
- ترتبط Újbuda [الإنجليزية]‏ مع تارغو موريش باتفاقية توأمة.
- ترتبط Gyomaendrőd [الإنجليزية]‏ مع أيو [الإنجليزية]‏ باتفاقية توأمة.
- ترتبط Komárom [الإنجليزية]‏ مع Sebeș [الإنجليزية]‏ باتفاقية توأمة.
- ترتبط كوسيغ مع سيريت باتفاقية توأمة منذ 1995.
- ترتبط Zalahaláp [الإنجليزية]‏ مع Sânmartin  [لغات أخرى]‏ باتفاقية توأمة.
- ترتبط سغليد مع ميركورا تشيوك باتفاقية توأمة.
- ترتبط Balatongyörök [الإنجليزية]‏ مع غيلينتسا باتفاقية توأمة.
- ترتبط جرنغراتة مع Gheorgheni [الإنجليزية]‏ باتفاقية توأمة.
- ترتبط Kiskunfélegyháza [الإنجليزية]‏ مع Corund  [لغات أخرى]‏ باتفاقية توأمة.
- ترتبط سيكتوار مع ديفا باتفاقية توأمة.
- ترتبط ناجيكانيزسا مع كوفاسنا باتفاقية توأمة منذ 1 يونيو 1998.
- ترتبط سنكوتارد [الإنجليزية]‏ مع Petrila [الإنجليزية]‏ باتفاقية توأمة.
- ترتبط جيولا ، المجر مع زالاو باتفاقية توأمة.
- ترتبط Bácsalmás [الإنجليزية]‏ مع Borsec [الإنجليزية]‏ باتفاقية توأمة.
- ترتبط Százhalombatta [الإنجليزية]‏ مع Sovata [الإنجليزية]‏ باتفاقية توأمة.
- ترتبط هفش [الإنجليزية]‏ مع Ciumani [الإنجليزية]‏ باتفاقية توأمة.
- ترتبط Mezőberény [الإنجليزية]‏ مع Sovata [الإنجليزية]‏ باتفاقية توأمة.
- ترتبط Fonyód [الإنجليزية]‏ مع Borsec [الإنجليزية]‏ باتفاقية توأمة.
- ترتبط Veresegyház [الإنجليزية]‏ مع Atia  [لغات أخرى]‏ باتفاقية توأمة.
- ترتبط Várpalota [الإنجليزية]‏ مع باشكاني باتفاقية توأمة.
- ترتبط Hajdúnánás [الإنجليزية]‏ مع Valea lui Mihai [الإنجليزية]‏ باتفاقية توأمة.
- ترتبط Orfű [الإنجليزية]‏ مع Borsec [الإنجليزية]‏ باتفاقية توأمة.
- ترتبط باجا (المجر) مع Sângeorgiu de Pădure [الإنجليزية]‏ باتفاقية توأمة.
- ترتبط Derecske [الإنجليزية]‏ مع Valea lui Mihai [الإنجليزية]‏ باتفاقية توأمة.
- ترتبط Konyár [الإنجليزية]‏ مع Marghita [الإنجليزية]‏ باتفاقية توأمة.
- ترتبط دبرتسن مع أوراديا باتفاقية توأمة منذ 1970.[21][21][22][22]
- ترتبط دوناوجفاروس (مدينة) مع جورجيو باتفاقية توأمة.
- ترتبط Zirc [الإنجليزية]‏ مع Baraolt [الإنجليزية]‏ باتفاقية توأمة.
- ترتبط Aba, Hungary [الإنجليزية]‏ مع Gherla [الإنجليزية]‏ باتفاقية توأمة.
- ترتبط شاتوراياويهي [الإنجليزية]‏ مع Sărățeni  [لغات أخرى]‏ باتفاقية توأمة.
- ترتبط Budakalász [الإنجليزية]‏ مع Lueta  [لغات أخرى]‏ باتفاقية توأمة.
- ترتبط كابوشفار مع ميركورا تشيوك باتفاقية توأمة منذ 1989.[23][24][25][26]
- ترتبط هاتفان مع Târgu Secuiesc [الإنجليزية]‏ باتفاقية توأمة.
- ترتبط Balatonszárszó [الإنجليزية]‏ مع Joseni [الإنجليزية]‏ باتفاقية توأمة.
- ترتبط 13th district of Budapest [الإنجليزية]‏ مع Sovata [الإنجليزية]‏ باتفاقية توأمة.
- ترتبط Nagybánhegyes [الإنجليزية]‏ مع Pâncota [الإنجليزية]‏ باتفاقية توأمة.
- ترتبط سولنوك مع بايا ماري باتفاقية توأمة منذ 1990.
- ترتبط Komló [الإنجليزية]‏ مع Beiuș [الإنجليزية]‏ باتفاقية توأمة.
- ترتبط سانتاندري مع زالاو باتفاقية توأمة.
- ترتبط Rudabánya [الإنجليزية]‏ مع Borsec [الإنجليزية]‏ باتفاقية توأمة.
- ترتبط Erdőbénye [الإنجليزية]‏ مع Ciumani [الإنجليزية]‏ باتفاقية توأمة.
- ترتبط كيشفاردا مع Târgu Secuiesc [الإنجليزية]‏ باتفاقية توأمة.
- ترتبط Türje [الإنجليزية]‏ مع Joseni [الإنجليزية]‏ باتفاقية توأمة.
- ترتبط Belváros-Lipótváros [الإنجليزية]‏ مع Gheorgheni [الإنجليزية]‏ باتفاقية توأمة.
- ترتبط Bihartorda [الإنجليزية]‏ مع Turda [الإنجليزية]‏ باتفاقية توأمة.
- ترتبط Halásztelek [الإنجليزية]‏ مع يلييني  [لغات أخرى]‏ باتفاقية توأمة.
- ترتبط Karcag [الإنجليزية]‏ مع Cristuru Secuiesc [الإنجليزية]‏ باتفاقية توأمة.
- ترتبط Elek [الإنجليزية]‏ مع Sebiș [الإنجليزية]‏ باتفاقية توأمة.
- ترتبط Sásd [الإنجليزية]‏ مع Izvoru Crișului [الإنجليزية]‏ باتفاقية توأمة.
- ترتبط سكسارد مع لوغوج باتفاقية توأمة.
- ترتبط بودابست مع بوخارست باتفاقية توأمة منذ 3 أغسطس 2012.[27][27][27][27]
- ترتبط Kaba, Hungary [الإنجليزية]‏ مع Aleșd [الإنجليزية]‏ باتفاقية توأمة.
- ترتبط Herend [الإنجليزية]‏ مع Siculeni  [لغات أخرى]‏ باتفاقية توأمة.
- ترتبط ناديكوروش [الإنجليزية]‏ مع Reghin [الإنجليزية]‏ باتفاقية توأمة.
- ترتبط Hajdúböszörmény [الإنجليزية]‏ مع Salonta [الإنجليزية]‏ باتفاقية توأمة.[28][28]
- ترتبط Encs [الإنجليزية]‏ مع غيلينتسا باتفاقية توأمة.
- ترتبط جيور مع براشوف باتفاقية توأمة منذ 1971.
- ترتبط Cigánd [الإنجليزية]‏ مع Aluniș, Mureș [الإنجليزية]‏ باتفاقية توأمة.
- ترتبط كالوتشا مع Cristuru Secuiesc [الإنجليزية]‏ باتفاقية توأمة.
- ترتبط Balmazújváros [الإنجليزية]‏ مع Valea lui Mihai [الإنجليزية]‏ باتفاقية توأمة.
- ترتبط Aszód [الإنجليزية]‏ مع Miercurea Nirajului [الإنجليزية]‏ باتفاقية توأمة.
- ترتبط Mór [الإنجليزية]‏ مع Miercurea Nirajului [الإنجليزية]‏ باتفاقية توأمة.
- ترتبط موهاج مع Câmpia Turzii [الإنجليزية]‏ باتفاقية توأمة.
- ترتبط Kenderes [الإنجليزية]‏ مع Sânmartin  [لغات أخرى]‏ باتفاقية توأمة.
- ترتبط Zsombó [الإنجليزية]‏ مع Jolotca  [لغات أخرى]‏ باتفاقية توأمة.
- ترتبط Tiszaújváros [الإنجليزية]‏ مع ميركورا تشيوك باتفاقية توأمة.
- ترتبط Túrkeve [الإنجليزية]‏ مع Salonta [الإنجليزية]‏ باتفاقية توأمة.
- ترتبط سيجد مع تيميشوارا باتفاقية توأمة منذ 6 نوفمبر 1993.[29][29][29][29]
- ترتبط Soroksár [الإنجليزية]‏ مع Odorheiu Secuiesc [الإنجليزية]‏ باتفاقية توأمة.
- ترتبط Solt [الإنجليزية]‏ مع Dănești, Harghita [الإنجليزية]‏ باتفاقية توأمة منذ 2003.[30][30][31][31]
- ترتبط Bóly [الإنجليزية]‏ مع تشيرنات باتفاقية توأمة.
- ترتبط Becske [الإنجليزية]‏ مع Hilib  [لغات أخرى]‏ باتفاقية توأمة.
- ترتبط Csorna [الإنجليزية]‏ مع Lunca de Sus [الإنجليزية]‏ باتفاقية توأمة.
- ترتبط إيرد مع Reghin [الإنجليزية]‏ باتفاقية توأمة.
- ترتبط Dabas, Hungary [الإنجليزية]‏ مع Baraolt [الإنجليزية]‏ باتفاقية توأمة.
- ترتبط Okány [الإنجليزية]‏ مع باتساني  [لغات أخرى]‏ باتفاقية توأمة.
- ترتبط Vecsés [الإنجليزية]‏ مع Lăzarea  [لغات أخرى]‏ باتفاقية توأمة.
- ترتبط Zamárdi [الإنجليزية]‏ مع Vețca  [لغات أخرى]‏ باتفاقية توأمة.
- ترتبط Dunakeszi [الإنجليزية]‏ مع Cristuru Secuiesc [الإنجليزية]‏ باتفاقية توأمة.
- ترتبط آيكا مع Cristuru Secuiesc [الإنجليزية]‏ باتفاقية توأمة.
- ترتبط نيرغهازا مع بايا ماري باتفاقية توأمة منذ 2006.[32][32][33][34]
- ترتبط Létavértes [الإنجليزية]‏ مع Săcueni [الإنجليزية]‏ باتفاقية توأمة.
- ترتبط Kazincbarcika [الإنجليزية]‏ مع Sânnicolau Mare [الإنجليزية]‏ باتفاقية توأمة منذ 15 مارس 1998.
- ترتبط غودولو مع ميركورا تشيوك باتفاقية توأمة.
- ترتبط Kiskőrös [الإنجليزية]‏ مع Marghita [الإنجليزية]‏ باتفاقية توأمة.
- ترتبط Makó [الإنجليزية]‏ مع ميركورا تشيوك باتفاقية توأمة.
- ترتبط Fadd, Hungary [الإنجليزية]‏ مع Joseni [الإنجليزية]‏ باتفاقية توأمة.
- ترتبط Mórahalom [الإنجليزية]‏ مع Sânmartin  [لغات أخرى]‏ باتفاقية توأمة.
- ترتبط تاتا مع Sovata [الإنجليزية]‏ باتفاقية توأمة.
- ترتبط Domaszék [الإنجليزية]‏ مع Lueta  [لغات أخرى]‏ باتفاقية توأمة.
- ترتبط Csopak [الإنجليزية]‏ مع Sovata [الإنجليزية]‏ باتفاقية توأمة.
- ترتبط Bicske [الإنجليزية]‏ مع Băile Tușnad [الإنجليزية]‏ باتفاقية توأمة.
- ترتبط Kisbér [الإنجليزية]‏ مع Câmpia Turzii [الإنجليزية]‏ باتفاقية توأمة.
- ترتبط Ráckeve [الإنجليزية]‏ مع Ciumani [الإنجليزية]‏ باتفاقية توأمة.
- ترتبط Zákányszék [الإنجليزية]‏ مع Borsec [الإنجليزية]‏ باتفاقية توأمة.
- ترتبط Balatonfüred [الإنجليزية]‏ مع كوفاسنا باتفاقية توأمة.
- ترتبط Jászkarajenő [الإنجليزية]‏ مع Băile Tușnad [الإنجليزية]‏ باتفاقية توأمة.
- ترتبط Dunaszentgyörgy [الإنجليزية]‏ مع غيلينتسا باتفاقية توأمة.
- ترتبط Kiskunmajsa [الإنجليزية]‏ مع Gheorgheni [الإنجليزية]‏ باتفاقية توأمة.
- ترتبط Göd [الإنجليزية]‏ مع Paleu [الإنجليزية]‏ باتفاقية توأمة.
- ترتبط كيش كونهالاش [الإنجليزية]‏ مع سفنتو جيورجي باتفاقية توأمة.
- ترتبط بودافوك [الإنجليزية]‏ مع Baraolt [الإنجليزية]‏ باتفاقية توأمة.
- ترتبط Berettyóújfalu [الإنجليزية]‏ مع Marghita [الإنجليزية]‏ باتفاقية توأمة.
- ترتبط Nyírbátor [الإنجليزية]‏ مع Carei [الإنجليزية]‏ باتفاقية توأمة.
- ترتبط Siófok [الإنجليزية]‏ مع Gheorgheni [الإنجليزية]‏ باتفاقية توأمة.
- ترتبط ناجاتاد مع Târgu Secuiesc [الإنجليزية]‏ باتفاقية توأمة.
- ترتبط Csenger [الإنجليزية]‏ مع كوفاسنا باتفاقية توأمة.
- ترتبط Szigetszentmiklós [الإنجليزية]‏ مع Gheorgheni [الإنجليزية]‏ باتفاقية توأمة.
- ترتبط Pápa [الإنجليزية]‏ مع كوفاسنا باتفاقية توأمة.
- ترتبط Tolna, Hungary [الإنجليزية]‏ مع وزون  [لغات أخرى]‏ باتفاقية توأمة.
- ترتبط Rákosmente [الإنجليزية]‏ مع Gheorgheni [الإنجليزية]‏ باتفاقية توأمة.
- ترتبط Siklós [الإنجليزية]‏ مع أيو [الإنجليزية]‏ باتفاقية توأمة.[35]
- ترتبط Szerencs [الإنجليزية]‏ مع Miercurea Nirajului [الإنجليزية]‏ باتفاقية توأمة.
- ترتبط يانوشهالما [الإنجليزية]‏ مع Băile Tușnad [الإنجليزية]‏ باتفاقية توأمة.
- ترتبط Celldömölk [الإنجليزية]‏ مع Sângeorgiu de Pădure [الإنجليزية]‏ باتفاقية توأمة.
- ترتبط تاتابانيا مع Odorheiu Secuiesc [الإنجليزية]‏ باتفاقية توأمة.
- ترتبط Tokaj [الإنجليزية]‏ مع ديج [الإنجليزية]‏ باتفاقية توأمة.
- ترتبط Isaszeg [الإنجليزية]‏ مع Sânmartin  [لغات أخرى]‏ باتفاقية توأمة.
- ترتبط Barcs [الإنجليزية]‏ مع Odorheiu Secuiesc [الإنجليزية]‏ باتفاقية توأمة.
- ترتبط 15th district of Budapest [الإنجليزية]‏ مع Toplița [الإنجليزية]‏ باتفاقية توأمة.
- ترتبط Dévaványa [الإنجليزية]‏ مع Cristuru Secuiesc [الإنجليزية]‏ باتفاقية توأمة.
- ترتبط Csepel [الإنجليزية]‏ مع Salonta [الإنجليزية]‏ باتفاقية توأمة.
- ترتبط Bonyhád [الإنجليزية]‏ مع Borsec [الإنجليزية]‏ باتفاقية توأمة.
- ترتبط Harkány [الإنجليزية]‏ مع Băile Tușnad [الإنجليزية]‏ باتفاقية توأمة.[28][36][37][38]
- ترتبط Fácánkert [الإنجليزية]‏ مع  باتفاقية توأمة.
- ترتبط Battonya [الإنجليزية]‏ مع Pecica [الإنجليزية]‏ باتفاقية توأمة.

## منظمات دولية مشتركة
يشترك البلدان في عضوية مجموعة من المنظمات الدولية، منها:
| علم المنظمة | اسم المنظمة                               | تاريخ انضمام المجر | تاريخ انضمام رومانيا |
| ----------- | ----------------------------------------- | ------------------ | -------------------- |
|             | المنظمة الأوروبية لسلامة الملاحة الجوية   | 1992               | 1996                 |
|             | منظمة الشرطة الجنائية الدولية             | ?                  | ?                    |
|             | الاتحاد البريدي العالمي                   | ?                  | ?                    |
|             | مركز تنسيق الحركة في أوروبا ‏              | ?                  | ?                    |
|             | حلف شمال الأطلسي                          | 12 مارس 1999       | 29 مارس 2004         |
|             | منظمة التجارة العالمية                    | 1995               | 1995                 |
|             | الفريق المعني برصد الأرض                  | ?                  | ?                    |
|             | مجموعة الموردين النوويين                  | ?                  | ?                    |
|             | مؤسسة التنمية الدولية                     | 29 أبريل 1985      | 12 أبريل 2014        |
|             | اتفاقية السماوات المفتوحة                 | ?                  | ?                    |
|             | منظمة الأمن والتعاون في أوروبا            | 25 يونيو 1973      | 25 يونيو 1973        |
|             | Strategic Airlift Capability ‏             | ?                  | ?                    |
|             | مؤسسة التمويل الدولية                     | 29 أبريل 1985      | 23 سبتمبر 1990       |
|             | مجلس أوروبا                               | 6 نوفمبر 1990      | 7 أكتوبر 1993        |
|             | منظمة حظر الأسلحة الكيميائية              | ?                  | ?                    |
|             | الأمم المتحدة                             | 14 ديسمبر 1955     | 14 ديسمبر 1955       |
|             | الاتحاد الدولي للاتصالات                  | 1866               | 9 فبراير 1866        |
|             | الاتحاد الأوروبي                          | 1 مايو 2004        | 2007                 |
|             | البنك الدولي للإنشاء والتعمير             | 7 يوليو 1982       | 15 ديسمبر 1972       |
|             | مجموعة أستراليا                           | 1993               | 1995                 |
|             | المركز الدولي لتسوية المنازعات الاستشارية | 6 مارس 1987        | 12 أكتوبر 1975       |
|             | وكالة ضمان الاستثمار متعدد الأطراف        | 21 أبريل 1988      | 10 سبتمبر 1992       |
|             | حلف وارسو                                 | 14 مايو 1955       | 14 مايو 1955         |
|             | مجلس التعاون الاقتصادي                    | 25 يناير 1949      | 25 يناير 1949        |
|             | يونسكو                                    | 14 سبتمبر 1948     | 27 يوليو 1956        |

## أعلام
هذه قائمة لبعض الشخصيات التي تربطها علاقات بالبلدين:
- ألبرت ناجيرابولت (سياسي أمريكي، 16 سبتمبر 1893[47][48][49] – 22 أكتوبر 1986[47][48][49])
- ستيفان كوفاتش (2 أكتوبر 1920 – 12 مايو 1995)
- فلاد كيريكيش (لاعب كرة قدم روماني، 14 نوفمبر 1989[50] – )
- كارول الثاني (ملك مملكة رومانيا سابقاً، 15 أكتوبر 1893[51][52] – 4 أبريل 1953[51][52])
- كلاوديو كيشيرو (لاعب كرة قدم روماني، 2 ديسمبر 1986[53] – )
- لاسزلو بولوني (11 مارس 1953[54] – )
- ميخائيل ملك رومانيا (آخر ملوك رومانيا التي تحولت لجمهورية فيما بعد، 25 أكتوبر 1921[55][56][57] – 5 ديسمبر 2017[58][59])
- يوحنا هونياد (قائد عسكري وحاكم مملكة المجر 1446–1453، 1407[60] – 11 أغسطس 1456[60])
- يولاندا بالاش (منافِسة أوليمبية رومانية، 12 ديسمبر 1936[61] – 11 مارس 2016[61])

## وصلات خارجية
- موقع وزارة الخارجية المجرية
- موقع وزارة الخارجية الرومانية